# Phasmomantis championi
Phasmomantis championi es una especie de mantis de la familia Mantidae.

## Distribución geográfica
Se encuentra en Costa Rica, Colombia y Panamá.